# Баумкухен

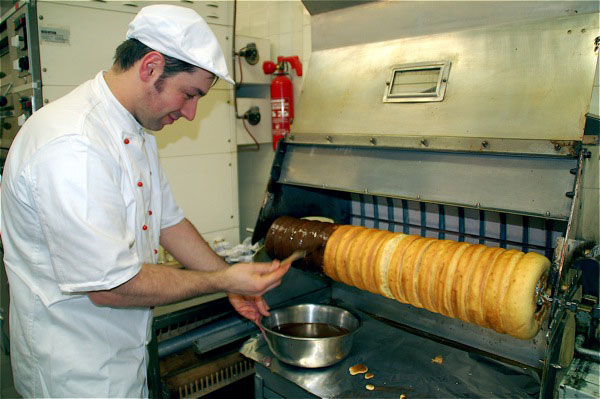
Покриття баумкухена глазур'ю

Баумку́хен (нім. Baumkuchen — дерево-пиріг) — особливий вид випічки, традиційний для Німеччини. Зріз баумкухен нагадує спил дерева з річними кільцями, звідки він і отримав свою назву. Такий ефект дає особлива технологія випічки — дерев'яний валик вмочається в рідке тісто, підрум'янюється, потім знову мокається в тісто і знову підрум'янюється, і так кілька разів.

## Історія створення
Достеменно невідомо, хто першим винайшов баумкухен, але вже в кухарській книзі Марії-Софії Шельхаммер з Кіля, виданої в 1692 році, було опубліковано чотири його рецепти. У XVIII столітті він вперше отримав визнання. 1745 року князь Ганс Отто II під час відвідування Кронсберга покуштував баумкухен, який йому подала Марта Пфаль, господиня місцевого трактиру. Цей торт настільки сподобався графу, що він доручив шинкарю регулярно доставляти його до графського столу.
Баумкухен в сучасному його вигляді придумав Ернст-Август Гардес, що служив шеф-кухарем у графа міста Шведті, пізніше, у Фрідріха Вільгельма II. Наприкінці XVIII століття Гардес переселився з Берліну в Зальцведель, де з великим успіхом очолив ресторанний заклад, розташований в підвалі Нової Ратуші. Внучка пана Гардеса, Луїза Ленц, відкопала рецепт діда і з великим ентузіазмом розпочала випікати баумкухен. 1841 року історія з тістечком повторюється — королю Фрідріху Вільгельму IV, який відвідав Зальцведель, баумкухен, виготовлений Луїзою Ленц, також сподобався. Король його взяв з собою для своєї дружини. У підсумку його вшановано титулом «королівського торта», а за присланий до Різдва баумкухен Луїза Ленц отримала розкішний сервіз королівської мануфактури.
Незабаром Луїза Ленц стала доставляти свій «королівський торт» і в інші метрополії, такі як Відень і Санкт-Петербург. Сам же місто Зальцведель охрестили батьківщиною баумкухену.
У сучасній Німеччині баумкухен продається в магазинах в передноворічний час — він став традиційною різдвяною випічкою.
Існує литовський варіант такої випічки, шакотіс, який відрізняється тим, що тісто при його нанесенні злегка стікає і утворює подобу гілочок або бурульок.

## В усьому світі
- Австрія — Баумкучен знаний як прюгелькрапфен
- Чехія — Популярна під назвою Трдельник
- Франція — Gâteau à la broche
- Люксембург — Баамкуч став традиційною стравою, яку подають переважно в особливих випадках, таким як весілля, хрестинитощо. Проте, торт доступний цілий рік в деяких супермаркетах.
- Польща — знана як Сенкач.
- Литва — Шакотіс або Рагуоліс (Bankuchenas, як його називають в Західній Литві, саме слово — запозичене з німецького Baumkuchen) — схожий торт, який також готується на рожні, зазвичай на відкритому вогні.
- Швеція — Спеттекака з охоронюваним географічним покажчиком (Огі), зареєстрованим ЄС.
- Угорщина та Румунія — Kürtőskalács це схожий торт, також приготований на рожні.
- Словаччина — Ськаліцький трделнік з охоронюваним географічним покажчиком (PGI), зареєстрованим в ЄС.
- Туреччина — Макара татлисі — це схожий торт, який також готується на рожні.
- Індонезія — Spekkoek (kue lapis legit або spekuk) був розроблений в колоніальні часи в голландській Ост-Індії. Текстурований торт є індонезійським (голландсько-індонезійським) варіантом європейського багатошарового пирога на рожні.